# 环己基丙酸烯丙酯
菠蘿酯（英語：Pineapple ester，也称为环己基丙酸烯丙酯）是由苯氧乙酸與烯丙醇經酯化反應製得的，因強烈的菠蘿清香而得名。它可用於保養品、香精、肥皂及傢俱等產品。IFRA建議商用的菠蘿酯中烯丙醇含量不得超過0.1%。